# Gernelle
Gernelle é uma comuna francesa na região administrativa de Grande Leste, no departamento Ardenas. Estende-se por uma área de 4,85 km². Em 2010 a comuna tinha 319 habitantes (densidade: 65,8 hab./km²).